# مركز خوعاء
مركز خوعاء هو أحد المراكز التابعة لمدينة سكاكا في منطقة الجوف في المملكة العربية السعودية، ويبعد عن الأمارة قرابة 35 كم من جهة الجنوب الشرقي ويرتبط بها بطريق أسفلتي.

## السكان
يبلغ عدد سكان المركز وفقاً لتعداد سنة 1431 للهجرة قرابة 889 سعوديا و87 غير سعودي.

## الخدمات

### الخدمات العامة
بالمركز خدمات أساسية مثل الماء والكهرباء، والهاتف، وشبكة إنترنت، ومكتب للبريد، ومركز للشرطة.

### الخدمات الصحية
لا يوجد بالمركز أي مستشفى، حيث إن أقرب مستشفى يقع على بعد 35 كم في مدينة سكاكا. يوجد في خوعاء مركز للرعاية الصحية به طبيبان فقط.

### الخدمات التعليمية
للذكور مدرسة ابتدائية ومتوسطة واحدة لكل مرحلة، ونفس الأمر للإناث. لا يوجد بالمركز مدرسة ثانوية.